# Kohlenstoffmonoxidvergiftung

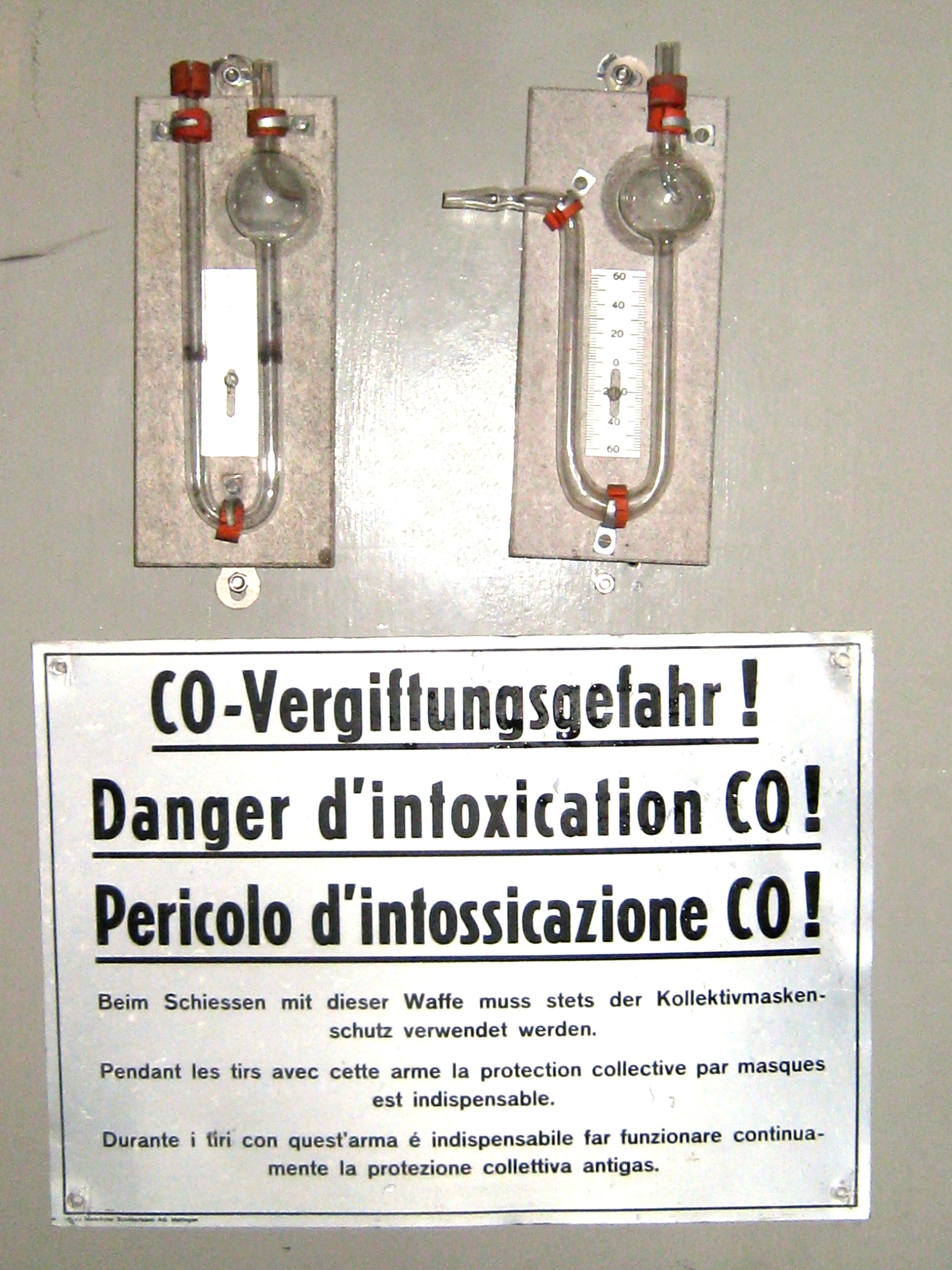
U-Rohr-Manometer zur Überwachung des Überdrucks einer Atemluftzufuhr

Die Kohlenstoffmonoxidvergiftung oder Kohlenstoffmonoxidintoxikation (auch Kohlenmonoxidvergiftung, Kohlenmonoxidintoxikation, CO-Vergiftung und CO-Intoxikation) beschreibt eine Erkrankung, die durch Einwirkung bzw. Einatmung des giftigen Gases Kohlenstoffmonoxid (CO) auf Tiere oder Menschen verursacht wird. Sie kann, abhängig von der Konzentration, innerhalb kurzer Zeit zum Tod führen.
Trotz des technischen Fortschritts kommt es weiterhin zu Kohlenmonoxidvergiftungen in Aufenthaltsräumen, teilweise bedingt durch die heute dichtere Gebäudehülle. Wenn keine wirksame Belüftung gegeben ist, kann bereits eine kleine Undichtigkeit in der Abgasführung einer wandhängenden Therme zu einer Akkumulation von kritischen Mengen des geruchslosen Gases führen, wenn zusätzlich eine unvollständige Verbrennung kohlenstoffhaltiger Materialien wie Methan (Erdgas) gegeben ist.

## Pathophysiologie

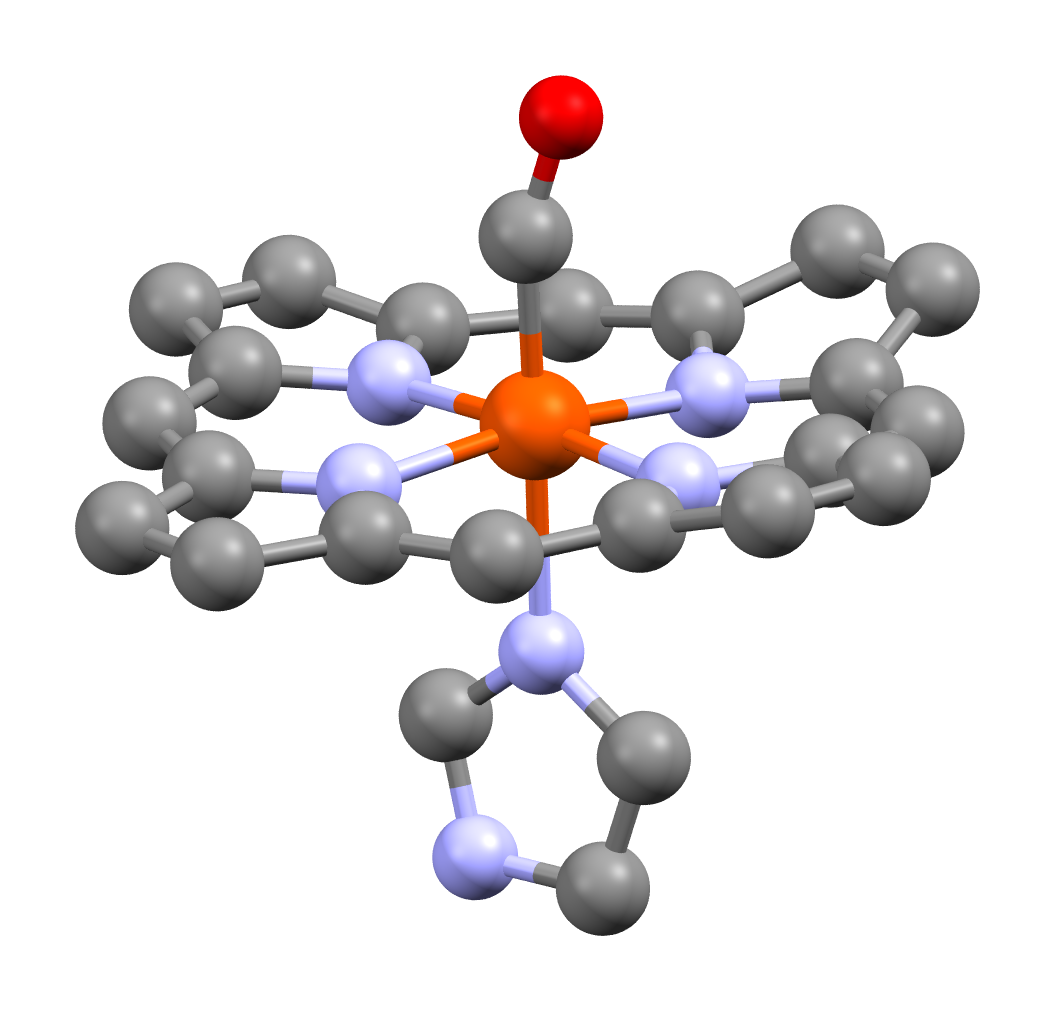
Kugel-Stab-Modell einer Häm-Gruppe mit Carbonyl-Ligand, wie sie im Carboxyhämoglobin vorkommt (Fe-Atom in Orange)

## Häufigkeit
In Deutschland kam es von 2000 bis 2009 zu durchschnittlich 374 jährlichen Unfall-Todesfällen durch Kohlenmonoxidvergiftungen, 2015 waren es 648 Patienten (0,8 Todesfälle/100 000 Einwohner). Die Dunkelziffer ist hoch, da eine Kohlenstoffmonoxidvergiftung auf Grund ihrer unspezifischen Symptomatik oft nicht erkannt bzw. falsch diagnostiziert wird. Während die Zahl der tödlichen Vergiftungen in Deutschland in den letzten Jahren größer geworden ist, hat sie in den USA abgenommen. Im Jahr 2014 starben in den USA 1319 Personen an einer Kohlenmonoxidvergiftung, was einer vergleichbaren Inzidenz wie in Deutschland entspricht.